# Lev Naumov
Lev Nikoláievich Naúmov (en ruso: Лев Никола́евич Нау́мов; 12 de febrero de 1925, Rostov - 21 de agosto de 2005, Moscú) fue un pianista, compositor y profesor ruso. Recibió el título de Artista del Pueblo de la Federación Rusa y fue apodado el "Padrino de la escuela rusa de piano".
El profesor Naúmov estudió con el legendario Heinrich Neuhaus, convirtiéndose en su asistente y, finalmente, en su sucesor. Naúmov fue profesor de piano en el Conservatorio Chaikovski de Moscú y miembro del jurado en muchas competiciones internacionales. El estudio del profesor Naúmov produjo algunos de los pianistas más conocidos que surgieron de Rusia en los últimos 40 años. Entre sus alumnos en diferentes momentos se encontraban pianistas como Alekséi Lubímov, Alekséi Nasedkin, Vasili Lobánov, Andréi Jotéyev, Anna Málikova, Vladímir Viardó, Borís Petrushanski, Andréi Gavrílov, Andréi Díyev, Alekséi Sultánov, Vladímir Sultánov, Aleksandr Kobrin, Dong-Hyek Lim, Pável Guintov, Aleksandr Tselyakov, Violetta Egórova, Nairi Grigorián, Rem Urasin, Konstantín Scherbakov y muchos otros.